# La Voulte-sur-Rhône (tổng)
Tổng Voulte-sur-Rhône là một tổng của Pháp nằm ở tỉnh Ardèche trong vùng Auvergne-Rhône-Alpes.
Tổng này được tổ chức xung quanh La Voulte-sur-Rhône ở quận Privas. Độ cao biến thiên từ 85 m (Rompon) đến 829 m (Saint-Cierge-la-Serre) với độ cao trung bình là 298 m.

## Hành chính
| Giai đoạn   | Ủy viên        | Đảng             | Tư cách                                 |
| ----------- | -------------- | ---------------- | --------------------------------------- |
| depuis 2004 | Marc Bolomey   | Đảng xã hội Pháp | Thị trưởng La Voulte-sur-Rhône          |
| 1998-2004   | Bruno Dupuis   | Đảng xã hội Pháp | Phó thị trưởng La Voulte-sur-Rhône      |
| 1919-1931   | Louis Antériou | PRS              | Đại biểu-Thị trưởng La Voulte-sur-Rhône |

Sources:Ministère de l'Intérieur 

## Các đơn vị hành chính
Tổng Voulte-sur-Rhône bao gồm 10 xã với dân số 13 802 người (điều tra năm 1999, dân số không tính trùng).
| Xã                            | Dân số | Mã bưu chính | Mã insee |
| ----------------------------- | ------ | ------------ | -------- |
| Beauchastel                   | 1 565  | 07800        | 07027    |
| Charmes-sur-Rhône             | 2 070  | 07800        | 07055    |
| Gilhac-et-Bruzac              | 115    | 07800        | 07094    |
| Rompon                        | 863    | 07250        | 07198    |
| Saint-Cierge-la-Serre         | 198    | 07800        | 07221    |
| Saint-Fortunat-sur-Eyrieux    | 542    | 07360        | 07237    |
| Saint-Georges-les-Bains       | 1 716  | 07800        | 07240    |
| Saint-Laurent-du-Pape         | 1 295  | 07800        | 07261    |
| Saint-Michel-de-Chabrillanoux | 270    | 07360        | 07278    |
| La Voulte-sur-Rhône           | 5 168  | 07800        | 07349    |

## Thông tin nhân khẩu
| 1962                                                     | 1968   | 1975   | 1982   | 1990   | 1999   |
| -------------------------------------------------------- | ------ | ------ | ------ | ------ | ------ |
| 11 329                                                   | 12 202 | 12 298 | 12 569 | 12 978 | 13 802 |
| Nombre retenu à partir de 1962 : dân số không tính trùng |        |        |        |        |        |